# Швеция на летних Олимпийских играх 2012
Швеция на летних Олимпийских играх 2012 была представлена 134 спортсменами в 20 видах спорта.

## Награды

### Золото
| Золото |                             |                                    |
| №      | Спортсмены                  | Вид спорта (дисциплина)            |
| 1      | Фредрик Лёэф Макс Сальминен | Парусный спорт (мужчины, Звёздный) |

### Серебро
| Серебро | |                                 |
| 1       | Сара Альготссон Остхольт | Конный спорт (личное троеборье) |
| 2       | Хокан Дальбю | Стрельба (мужчины, дубль-трап)  |
| 3       | Лиза Норден | Триатлон (женщины)              |
| 4       | Ким Андерссон, Маттиас Андерссон, Маттиас Густафссон, Далибор Додер, Магнус Ернемюр, Маттиас Захриссон, Тобиас Карлссон, Йонас Кольман, Йонас Лархольм, Андреас Нильссон, Фредрик Петерссен, Йохан Шёстранд, Никлас Экберг, Ким Экдаль ду Ритц, Йохан Якобссон | Гандбол (мужчины)               |

### Бронза
| Бронза |                |                                           |
| №      | Спортсмены     | Вид спорта (дисциплина)                   |
| 1      | Расмус Мюргрен | Парусный спорт (мужчины, Лазер)           |
| 2      | Юхан Эурен     | Греко-римская борьба (мужчины, до 120 кг) |
| 3      | Джимми Лидберг | Греко-римская борьба (мужчины, до 96 кг)  |

## Результаты соревнований

### Академическая гребля
В следующий раунд из каждого заезда проходили несколько лучших экипажей (в зависимости от дисциплины). В утешительный заезд попадали спортсмены, выбывшие в предварительном раунде. В финал A выходили 6 сильнейших экипажей, остальные разыгрывали места в утешительных финалах B-F.
Мужчины
| Соревнование | Спортсмены    | Предварительный заезд | Предварительный заезд | Предварительный заезд | Отборочный заезд | Отборочный заезд | Отборочный заезд | Четвертьфинал | Четвертьфинал | Четвертьфинал | Полуфинал     | Полуфинал     | Полуфинал     | Финал   | Финал   | Итоговое место |
| Соревнование | Спортсмены    | Заезд                 | Время                 | Место                 | Заезд            | Время            | Место            | Заезд         | Время         | Место         | Заезд         | Время         | Место         | Время   | Место   | Итоговое место |
| ------------ | ------------- | --------------------- | --------------------- | --------------------- | ---------------- | ---------------- | ---------------- | ------------- | ------------- | ------------- | ------------- | ------------- | ------------- | ------- | ------- | -------------- |
| одиночки     | Ласси Каронен | 3                     | 6:45,42               | 1 Q                   | Не участвовал    | Не участвовал    | Не участвовал    | 3             | 6:57,06       | 1 Q           | Полуфинал A/B | Полуфинал A/B | Полуфинал A/B | Финал A | Финал A | 4              |
| одиночки     | Ласси Каронен | 3                     | 6:45,42               | 1 Q                   | Не участвовал    | Не участвовал    | Не участвовал    | 3             | 6:57,06       | 1 Q           | 1             | 7:19,77       | 2 Q           | 7:04,04 | 4       | 4              |

Женщины
| Соревнование | Спортсмены | Отборочная гонка | Отборочная гонка | Четвертьфинал/ Дополнительная гонка | Четвертьфинал/ Дополнительная гонка | Полуфинал | Полуфинал | Финал | Финал |
| Соревнование | Спортсмены | Время            | Место            | Время                               | Место                               | Время     | Место     | Время | Место |
| ------------ | ---------- | ---------------- | ---------------- | ----------------------------------- | ----------------------------------- | --------- | --------- | ----- | ----- |
| Одиночки     |            |                  |                  |                                     |                                     |           |           |       |       |

### Бадминтон
Спортсменов — 1
Мужчины
| Соревнование     | Спортсмены       | Групповой этап | Групповой этап | Групповой этап | 1/8 финала    | 1/4 финала    | 1/2 финала    | Финал         | Финал |
| Соревнование     | Спортсмены       | 1 матч         | 2 матч         | 3 матч         | 1/8 финала    | 1/4 финала    | 1/2 финала    | Финал         | Финал |
| Соревнование     | Спортсмены       | Соперник Счёт  | Соперник Счёт  | Соперник Счёт  | Соперник Счёт | Соперник Счёт | Соперник Счёт | Соперник Счёт | Место |
| ---------------- | ---------------- | -------------- | -------------- | -------------- | ------------- | ------------- | ------------- | ------------- | ----- |
| Одиночный разряд | Хенри Хурскайнен |                |                |                |               |               |               |               |       |

### Бокс
Мужчины
| Соревнование | Спортсмены                            | 1-й раунд                    | 2-й раунд            | Четвертьфинал        | Полуфинал            | Финал              |
| Соревнование | Спортсмены                            | Соперник Результат           | Соперник Результат   | Соперник Результат   | Соперник Результат   | Соперник Результат |
| ------------ | ------------------------------------- | ---------------------------- | -------------------- | -------------------- | -------------------- | ------------------ |
| до 52 кг     |                                       |                              |                      |                      |                      |                    |
| Саломо Нтуве | Ильяс Сулейменов (KAZ) П 8-13         | Завершил выступление         | Завершил выступление | Завершил выступление | Завершил выступление |                    |
| до 64 кг     |                                       |                              |                      |                      |                      |                    |
| Энтони Игит  | Франсиско Варгас Рамирес (PUR) В 13-9 | Денис Беринчик (UKR) П 23-24 | Завершил выступление | Завершил выступление | Завершил выступление |                    |

Женщины
| Соревнование  | Спортсменка                         | Первый раунд                 | Четвертьфинал         | Полуфинал             | Финал              |
| Соревнование  | Спортсменка                         | Соперник Результат           | Соперник Результат    | Соперник Результат    | Соперник Результат |
| ------------- | ----------------------------------- | ---------------------------- | --------------------- | --------------------- | ------------------ |
| до 75 кг      |                                     |                              |                       |                       |                    |
| Анна Лаурелль | Наоми Фишер-Расмуссен (AUS) В 24-17 | Кларесса Шилдс (USA) П 14-18 | Завершила выступление | Завершила выступление |                    |

### Водные виды спорта

#### Плавание
Спортсменов — 12
В следующий раунд на каждой дистанции проходят лучшие спортсмены по времени, независимо от места занятого в своём заплыве.
Мужчины
| Соревнование        | Спортсмен       | Предварительные заплывы | Предварительные заплывы | Полуфиналы           | Полуфиналы           | Финал                | Финал                |
| Соревнование        | Спортсмен       | Результат               | Место                   | Результат            | Место                | Результат            | Место                |
| ------------------- | --------------- | ----------------------- | ----------------------- | -------------------- | -------------------- | -------------------- | -------------------- |
| 50 м вольный стиль  | Штефан Нюстранд | 22,32                   | 17                      | Завершил выступление | Завершил выступление | Завершил выступление | Завершил выступление |
| 100 м вольный стиль |                 |                         |                         |                      |                      |                      |                      |
| 100 м баттерфляй    |                 |                         |                         |                      |                      |                      |                      |

Женщины
| Соревнование                 | Спортсмен | Предварительные заплывы | Предварительные заплывы | Полуфиналы | Полуфиналы | Финал     | Финал |
| Соревнование                 | Спортсмен | Результат               | Место                   | Результат  | Место      | Результат | Место |
| ---------------------------- | --------- | ----------------------- | ----------------------- | ---------- | ---------- | --------- | ----- |
| 50 м вольный стиль           |           |                         |                         |            |            |           |       |
|                              |           |                         |                         |            |            |           |       |
| 100 м вольный стиль          |           |                         |                         |            |            |           |       |
|                              |           |                         |                         |            |            |           |       |
| 100 м баттерфляй             |           |                         |                         |            |            |           |       |
|                              |           |                         |                         |            |            |           |       |
| 200 м баттерфляй             |           |                         |                         |            |            |           |       |
| 100 м на спине               |           |                         |                         |            |            |           |       |
| 100 м брасс                  |           |                         |                         |            |            |           |       |
|                              |           |                         |                         |            |            |           |       |
| 200 м брасс                  |           |                         |                         |            |            |           |       |
| 200 м комплекс               |           |                         |                         |            |            |           |       |
| 400 м комплекс               |           |                         |                         |            |            |           |       |
| 4×100 м вольный стиль        |           |                         |                         |            |            |           |       |
| 4×100 метров комбинированная |           |                         |                         |            |            |           |       |

#### Прыжки в воду
Женщины
| Соревнование      | Спортсмены | Предварительный раунд | Предварительный раунд | Полуфинал | Полуфинал | Финал     | Финал |
| Соревнование      | Спортсмены | Результат             | Место                 | Результат | Место     | Результат | Место |
| ----------------- | ---------- | --------------------- | --------------------- | --------- | --------- | --------- | ----- |
| Трамплин, 3 метра |            |                       |                       |           |           |           |       |
|                   |            |                       |                       |           |           |           |       |

### Гандбол

#### Мужчины
Состав команды
Результаты
Группа A
| Место | Команда        | В | Н | П | ГЗ  | ГП  | +/- | Очки |
| ----- | -------------- | - | - | - | --- | --- | --- | ---- |
| 1     | Исландия       | 5 | 0 | 0 | 167 | 132 | +35 | 10   |
| 2     | Франция        | 4 | 0 | 1 | 159 | 110 | +49 | 8    |
| 3     | Швеция         | 3 | 0 | 2 | 156 | 115 | +41 | 6    |
| 4     | Тунис          | 2 | 0 | 3 | 121 | 125 | −4  | 4    |
| 5     | Аргентина      | 1 | 0 | 4 | 113 | 137 | −25 | 2    |
| 6     | Великобритания | 0 | 0 | 5 | 96  | 182 | −86 | 0    |

| 29 июля 14:30 (UTC+1) | Отчёт | Швеция            | 28:21 (16:11) | Тунис              | Коппер Бокс Зрителей: 4155 Судьи: Оскар Лопес, Анхель Сабросо |
| 29 июля 14:30 (UTC+1) | Отчёт | Далибор Додер — 8 | Голы          | Усамма Буханми — 6 | Коппер Бокс Зрителей: 4155 Судьи: Оскар Лопес, Анхель Сабросо |

| 31 июля 14:30 (UTC+1) | Отчёт | Великобритания     | 19:41 (10:24) | Швеция             | Коппер Бокс Зрителей: 4382 Судьи: Ненад Николич, Душан Стойкович |
| 31 июля 14:30 (UTC+1) | Отчёт | Стивен Ларссон — 4 | Голы          | Никлас Экберг — 13 | Коппер Бокс Зрителей: 4382 Судьи: Ненад Николич, Душан Стойкович |

| 2 августа 21:15 (UTC+1) | Отчёт | Швеция             | 32:33 (13:17) | Исландия             | Коппер Бокс Зрителей: 4590 Судьи: Георгий Начевский, Славе Николов |
| 2 августа 21:15 (UTC+1) | Отчёт | Йонас Колльман — 9 | Голы          | Арон Пальмарссон — 9 | Коппер Бокс Зрителей: 4590 Судьи: Георгий Начевский, Славе Николов |

| 4 августа 14:30 (UTC+1) | Отчёт | Швеция            | 29:13 (12:8) | Аргентина         | Коппер Бокс Зрителей: 4592 Судьи: Оскар Лопес, Анхель Сабросо |
| 4 августа 14:30 (UTC+1) | Отчёт | Никлас Экберг — 9 | Голы         | Диего Симонет — 3 | Коппер Бокс Зрителей: 4592 Судьи: Оскар Лопес, Анхель Сабросо |

| 6 августа 21:15 (UTC+1) | Отчёт | Франция             | 29:26 (18:12) | Швеция                           | Коппер Бокс Судьи: Матия Губица, Борис Милошевич |
| 6 августа 21:15 (UTC+1) | Отчёт | Даниэль Нарсисс — 6 | Голы          | Никлас Экберг, Ким Андерссон — 5 | Коппер Бокс Судьи: Матия Губица, Борис Милошевич |

1/4 финала
| 8 августа 18:00 (UTC+1) | Отчёт | Дания             | 22:24 (9:11) | Швеция            | Баскетбольная арена Зрителей: 9494 Судьи: Георгий Начевский, Славе Николов |
| 8 августа 18:00 (UTC+1) | Отчёт | Ханс Линдберг — 6 | Голы         | Далибор Додер — 6 | Баскетбольная арена Зрителей: 9494 Судьи: Георгий Начевский, Славе Николов |

1/2 финала
| 10 августа 17:00 (UTC+1) | Отчёт | Венгрия         | 26:27 (12:15) | Швеция            | Баскетбольная арена Зрителей: 9597 Судьи: Ларс Гайпель, Маркус Хельбиг |
| 10 августа 17:00 (UTC+1) | Отчёт | Габор Часар — 8 | Голы          | Никлас Экберг — 6 | Баскетбольная арена Зрителей: 9597 Судьи: Ларс Гайпель, Маркус Хельбиг |

Финал
| 12 августа 15:00 (UTC+1) | Отчёт | Швеция            | 21:22 (8:10) | Франция          | Баскетбольная арена Зрителей: 9627 Судьи: Ненад Крстич, Петер Любич |
| 12 августа 15:00 (UTC+1) | Отчёт | Никлас Экберг — 6 | Голы         | Микаэль Гигу — 5 | Баскетбольная арена Зрителей: 9627 Судьи: Ненад Крстич, Петер Любич |

Итог: -е место

#### Женщины
Состав сборной
| \| Номер \| Имя \| Позиция \| Бросковая рука \| Рост, см \| Вес, кг \| Дата рождения \| Клуб \| Игры \| Голы \| \| ----- \| ----------------------- \| ------------------ \| -------------- \| -------- \| ------- \| ------------- \| ----------- \| ---- \| ---- \| \| 2 \| Ульрика Огрен \| линейная \| правая \| 177 \| 74 \| 13.07.1987 \| Эсбьерг \| 5 \| 8 \| \| 3 \| Тина Флогнман \| линейная \| \| 178 \| 65 \| 29.06.1981 \| Тулон \| 5 \| 9 \| \| 4 \| Матильда Босон \| левая крайняя \| \| 176 \| 64 \| 04.12.1981 \| Спорвеген \| 5 \| 14 \| \| 5 \| Ханна Фогельстрём \| линейная \| \| 179 \| 65 \| 08.11.1990 \| Севехоф \| 5 \| 9 \| \| 6 \| Тереза Ислас Хельгессон \| правая полусредняя \| \| 169 \| 60 \| 22.07.1983 \| Тулон \| 1 \| 0 \| \| 8 \| Ямина Робертс \| левая полусредняя \| \| 175 \| 64 \| 28.05.1990 \| Севехоф \| 5 \| 9 \| \| 10 \| Анника Виль Фреден \| правая крайняя \| \| 176 \| 69 \| 21.08.1978 \| Хейд \| 4 \| 2 \| \| 12 \| Габриэлла Кайн \| вратарь \| \| 179 \| 69 \| 25.03.1981 \| Коллинг \| 4 \| -58 \| \| 15 \| Юханна Альм \| левая полусредняя \| \| 175 \| 65 \| 03.10.1987 \| Виборг \| 5 \| 17 \| \| 16 \| Сессилия Груббстрём \| вратарь \| \| 178 \| 68 \| 02.09.1986 \| Севехоф \| 5 \| -73 \| \| 17 \| Линнеа Торстенсон \| разыгрывающая \| \| 186 \| 70 \| 30.03.1983 \| Мидтьюлланн \| 5 \| 13 \| \| 18 \| Юханна Виберг \| линейная \| \| 185 \| 77 \| 06.09.1983 \| Эслёв \| 5 \| 1 \| \| 20 \| Изабель Гулльден \| разыгрывающая \| \| 178 \| 65 \| 29.06.1989 \| Виборг \| 5 \| 16 \| \| 25 \| Анжелика Валлен \| разыгрывающая \| \| 172 \| \| 11.04.1986 \| Эсбьерг \| 2 \| 0 \| \| 31 \| Анна-Мария Юханссон \| левая полусредняя \| \| 180 \| 70 \| 15.02.1982 \| Шёвде \| 5 \| 10 \| |                         |                    |                |          |         |               |             |      |      |
| Номер | Имя                     | Позиция            | Бросковая рука | Рост, см | Вес, кг | Дата рождения | Клуб        | Игры | Голы |
| 2 | Ульрика Огрен           | линейная           | правая         | 177      | 74      | 13.07.1987    | Эсбьерг     | 5    | 8    |
| 3 | Тина Флогнман           | линейная           |                | 178      | 65      | 29.06.1981    | Тулон       | 5    | 9    |
| 4 | Матильда Босон          | левая крайняя      |                | 176      | 64      | 04.12.1981    | Спорвеген   | 5    | 14   |
| 5 | Ханна Фогельстрём       | линейная           |                | 179      | 65      | 08.11.1990    | Севехоф     | 5    | 9    |
| 6 | Тереза Ислас Хельгессон | правая полусредняя |                | 169      | 60      | 22.07.1983    | Тулон       | 1    | 0    |
| 8 | Ямина Робертс           | левая полусредняя  |                | 175      | 64      | 28.05.1990    | Севехоф     | 5    | 9    |
| 10 | Анника Виль Фреден      | правая крайняя     |                | 176      | 69      | 21.08.1978    | Хейд        | 4    | 2    |
| 12 | Габриэлла Кайн          | вратарь            |                | 179      | 69      | 25.03.1981    | Коллинг     | 4    | -58  |
| 15 | Юханна Альм             | левая полусредняя  |                | 175      | 65      | 03.10.1987    | Виборг      | 5    | 17   |
| 16 | Сессилия Груббстрём     | вратарь            |                | 178      | 68      | 02.09.1986    | Севехоф     | 5    | -73  |
| 17 | Линнеа Торстенсон       | разыгрывающая      |                | 186      | 70      | 30.03.1983    | Мидтьюлланн | 5    | 13   |
| 18 | Юханна Виберг           | линейная           |                | 185      | 77      | 06.09.1983    | Эслёв       | 5    | 1    |
| 20 | Изабель Гулльден        | разыгрывающая      |                | 178      | 65      | 29.06.1989    | Виборг      | 5    | 16   |
| 25 | Анжелика Валлен         | разыгрывающая      |                | 172      |         | 11.04.1986    | Эсбьерг     | 2    | 0    |
| 31 | Анна-Мария Юханссон     | левая полусредняя  |                | 180      | 70      | 15.02.1982    | Шёвде       | 5    | 10   |

Результаты
Групповой этап
| Место | Команда          | В | Н | П | ГЗ  | ГП  | +/- | Очки |
| ----- | ---------------- | - | - | - | --- | --- | --- | ---- |
| 1     | Франция          | 4 | 1 | 0 | 125 | 103 | +22 | 9    |
| 2     | Республика Корея | 3 | 1 | 1 | 136 | 130 | +6  | 7    |
| 3     | Испания          | 3 | 1 | 1 | 119 | 114 | +5  | 7    |
| 4     | Норвегия         | 2 | 1 | 2 | 118 | 120 | −2  | 5    |
| 5     | Дания            | 1 | 0 | 4 | 113 | 121 | −8  | 2    |
| 6     | Швеция           | 0 | 0 | 5 | 108 | 131 | −23 | 0    |

| 28 июля 16:15 | Отчёт | Дания          | 21 : 18 (8:10) | Швеция              | Коппер Бокс Зрителей: 3942 Судьи: Ненад Николич, Душан Стойкович |
| 28 июля 16:15 | Отчёт | Рикке Сков — 6 | Голы           | Изабель Гюльден — 5 | Коппер Бокс Зрителей: 3942 Судьи: Ненад Николич, Душан Стойкович |

| 30 июля 21:15 | Отчёт | Швеция                | 21 : 24 (9:14) | Норвегия                                  | Коппер Бокс Зрителей: 4459 Судьи: Ялатима Кулибали, Мамоду Диабате |
| 30 июля 21:15 | Отчёт | Линнеа Торстенсон — 6 | Голы           | Линн-Кристин Корен, Линн Йёрум Суланн — 5 | Коппер Бокс Зрителей: 4459 Судьи: Ялатима Кулибали, Мамоду Диабате |

| 1 августа 14:30 | Отчёт | Франция      | 29 : 17 (16:11) | Швеция          | Коппер Бокс Зрителей: 4638 Судьи: Матия Губица, Борис Милошевич |
| 1 августа 14:30 | Отчёт | 3 игрока — 4 | Голы            | Йоанна Альм — 6 | Коппер Бокс Зрителей: 4638 Судьи: Матия Губица, Борис Милошевич |

| 3 августа 19:30 | Отчёт | Испания                        | 25 : 24 (11:10) | Швеция                | Коппер Бокс Зрителей: 4234 Судьи: Мохамед Аль-Нуаими, Омар Омар |
| 3 августа 19:30 | Отчёт | Марта Манге, Нели Альберто — 6 | Голы            | Ханна Фогельстрём — 5 | Коппер Бокс Зрителей: 4234 Судьи: Мохамед Аль-Нуаими, Омар Омар |

| 5 августа 9:30 | Отчёт | Швеция                | 28 : 32 (13:16) | Республика Корея | Коппер Бокс Зрителей: 4180 Судьи: Мансур Абдулла, Салех Бамутреф |
| 5 августа 9:30 | Отчёт | Кристина Флонгман — 8 | Голы            | Рю Ын Хи — 10    | Коппер Бокс Зрителей: 4180 Судьи: Мансур Абдулла, Салех Бамутреф |

Итог: 11-е место

### Конный спорт
Спортсменов — 4

#### Конкур
В каждом из раундов спортсменам необходимо было пройти дистанцию с разным количеством препятствий и разным лимитом времени. За каждое сбитое препятствие спортсмену начислялось 4 штрафных балла, за превышение лимита времени 1 штрафное очко (за каждые 5 секунд). В финал личного первенства могло пройти только три спортсмена от одной страны. В зачёт командных соревнований шли три лучших результата, показанные спортсменами во время личного первенства.
| Соревнование              | Спортсмены                                                               | Квалификация | Квалификация | Квалификация          | Квалификация          | Квалификация          | Квалификация          | Квалификация          | Квалификация          | Финал                 | Финал                 | Финал                 | Финал                 | Финал |
| Соревнование              | Спортсмены                                                               | 1 раунд      | 1 раунд      | 2 раунд               | Всего                 | Всего                 | 3 раунд               | Всего                 | Всего                 | Финал A               | Финал A               | Финал B               | Всего                 | Всего |
| Соревнование              | Спортсмены                                                               | Штраф        | Место        | Штраф                 | Штраф                 | Место                 | Штраф                 | Штраф                 | Место                 | Штраф                 | Место                 | Штраф                 | Штраф                 | Место |
| ------------------------- | ------------------------------------------------------------------------ | ------------ | ------------ | --------------------- | --------------------- | --------------------- | --------------------- | --------------------- | --------------------- | --------------------- | --------------------- | --------------------- | --------------------- | ----- |
| Индивидуальное первенство | Хенрик фон Экерман на Allerdings                                         | 0            | 1 (Q)        | 0                     | 0                     | 1 (Q)                 | 16                    | 16                    | 33 (Q)                | 8                     | 23                    | Завершил выступление  | Завершил выступление  | 23    |
| Индивидуальное первенство | Йенс Фредриксон на Lunatic                                               | 0            | 1 (Q)        | 8                     | 8                     | 31 (Q)                | 4                     | 12                    | 26 (Q)                | 9                     | 26                    | Завершил выступление  | Завершил выступление  | 26    |
| Индивидуальное первенство | Рольф-Ёран Бенгтссон на Casall                                           | 0            | 1 (Q)        | 0                     | 0                     | 1 (Q)                 | 8                     | 8                     | 11 (Q)                | DNS                   | Завершил выступление  | Завершил выступление  | Завершил выступление  | 41    |
| Индивидуальное первенство | Лисен Фредриксон на Matrix                                               | DNF (42)     | 72           | Завершила выступление | Завершила выступление | Завершила выступление | Завершила выступление | Завершила выступление | Завершила выступление | Завершила выступление | Завершила выступление | Завершила выступление | Завершила выступление | 72    |
| Командное первенство      | Хенрик фон Экерман Йенс Фредриксон Рольф-Ёран Бенгтссон Лисен Фредриксон |              |              | 0 8 0 4               | 4                     | 2 (Q)                 | 16 4 8 12             | 28                    |                       |                       |                       |                       |                       | 6     |

### Лёгкая атлетика
Спортсменов —
Мужчины
| Дисциплина      | Спортсмен | Предварительный раунд | Предварительный раунд | Четвертьфиналы | Четвертьфиналы | Полуфиналы | Полуфиналы | Финал     | Финал |
| Дисциплина      | Спортсмен | Результат             | Место                 | Результат      | Место          | Результат  | Место      | Результат | Место |
| --------------- | --------- | --------------------- | --------------------- | -------------- | -------------- | ---------- | ---------- | --------- | ----- |
| 200 м           |           |                       |                       |                |                |            |            |           |       |
| 400 м           |           |                       |                       |                |                |            |            |           |       |
| марафон         |           |                       |                       |                |                |            |            |           |       |
| ходьба на 20 км |           |                       |                       |                |                |            |            |           |       |
| ходьба на 50 км |           |                       |                       |                |                |            |            |           |       |
| прыжки в длину  |           |                       |                       |                |                |            |            |           |       |
| тройной прыжок  |           |                       |                       |                |                |            |            |           |       |
| прыжки с шестом |           |                       |                       |                |                |            |            |           |       |
| метание копья   |           |                       |                       |                |                |            |            |           |       |
|                 |           |                       |                       |                |                |            |            |           |       |
| метание диска   |           |                       |                       |                |                |            |            |           |       |
| метание молота  |           |                       |                       |                |                |            |            |           |       |

Женщины
| Дисциплина      | Спортсмен | Предварительный раунд | Предварительный раунд | Четвертьфиналы | Четвертьфиналы | Полуфиналы | Полуфиналы | Финал     | Финал |
| Дисциплина      | Спортсмен | Результат             | Место                 | Результат      | Место          | Результат  | Место      | Результат | Место |
| --------------- | --------- | --------------------- | --------------------- | -------------- | -------------- | ---------- | ---------- | --------- | ----- |
| 200 м           |           |                       |                       |                |                |            |            |           |       |
| 400 м           |           |                       |                       |                |                |            |            |           |       |
| марафон         |           |                       |                       |                |                |            |            |           |       |
| ходьба на 20 км |           |                       |                       |                |                |            |            |           |       |
| прыжки в длину  |           |                       |                       |                |                |            |            |           |       |
| прыжки в высоту |           |                       |                       |                |                |            |            |           |       |
|                 |           |                       |                       |                |                |            |            |           |       |
| прыжки с шестом |           |                       |                       |                |                |            |            |           |       |
| толкание ядра   |           |                       |                       |                |                |            |            |           |       |
| метание молота  |           |                       |                       |                |                |            |            |           |       |
| семиборье       |           |                       |                       |                |                |            |            |           |       |

### Настольный теннис
Спортсменов — 2
Соревнования по настольному теннису проходили по системе плей-офф. Каждый матч продолжался до тех пор, пока один из теннисистов не выигрывал 4 партии. Сильнейшие 16 спортсменов начинали соревнования с третьего раунда, следующие 16 по рейтингу стартовали со второго раунда.
Мужчины
| Соревнование     | Спортсмены          | Квалификация       | Первый раунд                 | Второй раунд               | Третий раунд         | 1/8 финала           | Четвертьфинал        | Полуфинал            | Финал                | Место |
| Соревнование     | Спортсмены          | Соперник Результат | Соперник Результат           | Соперник Результат         | Соперник Результат   | Соперник Результат   | Соперник Результат   | Соперник Результат   | Соперник Результат   | Место |
| ---------------- | ------------------- | ------------------ | ---------------------------- | -------------------------- | -------------------- | -------------------- | -------------------- | -------------------- | -------------------- | ----- |
| Одиночный разряд | Йорген Перссон (40) | Не участвовал      | С. Ториола (NGR) (53) В 4:1  | А. Гачина (CRO) (20) П 0:4 | Завершил выступление | Завершил выступление | Завершил выступление | Завершил выступление | Завершил выступление | 33    |
| Одиночный разряд | Пер Герелль (35)    | Не участвовал      | Э.-С. Лашин (EGY) (49) П 3:4 | Завершил выступление       | Завершил выступление | Завершил выступление | Завершил выступление | Завершил выступление | Завершил выступление | 49    |

### Парусный спорт
Женщины
| Класс        | Спортсмены     | Гонка | Гонка | Гонка | Гонка | Гонка | Гонка | Гонка | Гонка | Гонка | Гонка | Гонка                 | Очки | Место |
| Класс        | Спортсмены     | 1     | 2     | 3     | 4     | 5     | 6     | 7     | 8     | 9     | 10    | M                     | Очки | Место |
| ------------ | -------------- | ----- | ----- | ----- | ----- | ----- | ----- | ----- | ----- | ----- | ----- | --------------------- | ---- | ----- |
| Лазер Радиал | Юсефин Ульссон | 25    | 17    | 5     | 18    | 14    | 24    | 29    | 29    | 5     | 14    | завершила выступление | 151  | 18    |

### Стрельба
Женщины
| Соревнование | Спортсмены | Квалификация | Квалификация | Финал | Всего     | Всего |
| Соревнование | Спортсмены | Результат    | Место        | Финал | Результат | Место |
| ------------ | ---------- | ------------ | ------------ | ----- | --------- | ----- |
| Скит         |            |              |              |       |           |       |
|              |            |              |              |       |           |       |

### Стрельба из лука
Спортсменов — 1
Женщины
| Соревнование              | Спортсмены          | Квалификация | Квалификация | 1/32 финала        | 1/16 финала        | 1/8 финала         | Четвертьфинал      | Полуфинал          | Финал              |
| Соревнование              | Спортсмены          | Результат    | Место        | Соперник Результат | Соперник Результат | Соперник Результат | Соперник Результат | Соперник Результат | Соперник Результат |
| ------------------------- | ------------------- | ------------ | ------------ | ------------------ | ------------------ | ------------------ | ------------------ | ------------------ | ------------------ |
| Индивидуальное первенство | Кристине Бьерендаль |              |              |                    |                    |                    |                    |                    |                    |

### Тхэквондо
Женщины
| Соревнование  | Спортсмены   | Турнир | 1/8 финала         | Четвертьфинал      | Полуфинал          | Финал              |
| Соревнование  | Спортсмены   | Турнир | Соперник Результат | Соперник Результат | Соперник Результат | Соперник Результат |
| ------------- | ------------ | ------ | ------------------ | ------------------ | ------------------ | ------------------ |
| До 67 кг      |              |        |                    |                    |                    |                    |
| Элин Юханссон | За 1-е место |        |                    |                    |                    |                    |
| Элин Юханссон | За 3-е место |        |                    |                    |                    |                    |

### Футбол
Спортсменов — 18

#### Женщины
Состав команды
Результаты
Группа F
|   | Команда | И | В | Н | П | ГЗ | ГП | +/- | Очки |
| - | ------- | - | - | - | - | -- | -- | --- | ---- |
| 1 | Швеция  | 1 | 1 | 0 | 0 | 4  | 1  | +3  | 3    |
| 2 | Япония  | 1 | 1 | 0 | 0 | 2  | 1  | +1  | 3    |
| 3 | Канада  | 1 | 0 | 0 | 0 | 1  | 2  | -1  | 0    |
| 4 | ЮАР     | 1 | 0 | 0 | 0 | 1  | 4  | -3  | 0    |

| 25 июля 2012 19:45 UTC+1                  | \| Швеция \| 4:1 (3:0) Отчёт \| ЮАР \| \| Фишер 7′ · Дальквист 20′ · Шелин 21′, 63′ \| Голы \| Модисе 60′ \| | Стадион: Рико Арена, Ковентри Зрителей: 18 290 Судья: Хесика Ди Иорио |
| Швеция                                    | 4:1 (3:0) Отчёт                                                                                              | ЮАР                                                                   |
| Фишер 7′ · Дальквист 20′ · Шелин 21′, 63′ | Голы | Модисе 60′                                                            |

| 28 июля 2012 12:00 UTC+1 | \| Япония \| [Отчёт] \| Швеция \| | Стадион: Рико Арена, Ковентри |
| Япония                   | [Отчёт]                           | Швеция                        |

| 31 июля 2012 14:30 UTC+1 | \| Канада \| [Отчёт] \| Швеция \| | Стадион: Сент-Джеймс Парк, Ньюкасл-апон-Тайн |
| Канада                   | [Отчёт]                           | Швеция                                       |